# Varelhas e Bochés
Varelhes (en francès Vareilles) és una comuna francesa, a la regió de la Nova Aquitània, departament de la Cruesa, al districte de Guéret i cantó de La Sostrana. La seva població al cens de 1999 era de 266 habitants. La superfície de la comuna és de 17,68 km² la densitat són 15,05 hab/km². Està integrada a la Communauté de communes du Pays Sostranien.

## Demografia
| 1962                                       | 1968 | 1975 | 1982 | 1990 | 1999 | 2007 |
| ------------------------------------------ | ---- | ---- | ---- | ---- | ---- | ---- |
| 299                                        | 385  | 311  | 308  | 297  | 266  | 291  |
| Des de 1962: població sense dobles comptes |      |      |      |      |      |      |

## Administració
| Període   | Identitat             | Partit |
| --------- | --------------------- | ------ |
| 2001-2008 | Max Jouannet          |        |
| 2008-     | Micheline Saint-Léger |        |